# Otfrid Pustejovsky
Otfrid Pustejovsky (* 22. März 1934 in Mährisch Ostrau, Tschechoslowakei) ist ein deutscher Historiker. Er hat sich auf die tschechische Geschichte und die Geschichte der Deutschböhmen und Deutschmährer spezialisiert.

## Leben
Otfrid Pustejovsky wurde im September 1946 im Zuge der Vertreibung der Deutschen aus der Tschechoslowakei mit seiner Familie aus Fulnek ausgesiedelt. Er studierte Geschichte, Germanistik und römisch-katholische Theologie in München, Wien und Chicago und promovierte bei Georg Stadtmüller, Alois Schmaus und Karl Bosl. Pustejovsky lebt mit seiner Frau in Waakirchen in Bayern. Er schrieb über den Prager Frühling, den christlichen Widerstand gegen den Nationalsozialismus, das Potsdamer Abkommen, das Massaker von Aussig und viele andere Themen der tschechischen Geschichte.

## Werke (Auswahl)
- In Prag kein Fenstersturz. Dogmatismus (1948–1962), Entdogmatisierung (1962–1967), Demokratisierung (1967–1968), Intervention (1968). München. DTV, 1968.
- Die Konferenz von Potsdam und das Massaker von Aussig am 31. Juli 1945. Untersuchung und Dokumentation., F. A. Herbig Verlagsbuchhandlung, München 2001, ISBN 9783776621969.
- Horst Glassl, Otfrid Pustejovsky (Hrsg.): Ein Leben, drei Epochen. Festschrift für Hans Schütz zum 70. Geburtstag. Ackermann-Gemeinde, München 1971.
- Christlicher Widerstand gegen die NS-Herrschaft in den böhmischen Ländern. Eine Bestandsaufnahme zu den Verhältnissen im Sudetenland und dem Protektorat Böhmen und Mähren., LIT Verlag, Berlin 2009, ISBN 9783825817039.
- Stalins Bombe und die „Hölle von Joachimsthal“. Berlin 2009.
- Geheimkirche. Kirche der Stille und vatikanische Machtpolitik. Das Beispiel Tschechoslowakei 1948–1998. Münster 2022.

## Auszeichnungen
Er ist Träger des Kunstpreises zur deutsch-tschechischen Verständigung 2011.